# Odiel Spruytte
Odiel Spruytte (Rumbeke, 4 juni 1891 - Slijpe, 23 november 1940) was een Belgisch rooms-katholiek priester, met een Vlaams-nationalistische overtuiging.

## Levensloop
Spruytte was de oudste zoon in een landbouwersgezin. In het Klein Seminarie in Roeselare beëindigde hij de humaniora als laureaat en primus perpetuus. In 1916 werd hij tot priester gewijd. 
Na zijn priesterwijding, werd Spruytte:
- student aan de KU Leuven (1919-1921), waar hij het baccalaureaat in de godgeleerdheid behaalde;
- proost van de sociale werken in Izegem (1921-1925);
- kapelaan in Zwevegem (1925-1934);
- kapelaan in Wervik (1934-1935);
- kapelaan in Slijpe (1935-1940).

Spruytte kan worden beschouwd als een belangrijke vertegenwoordiger van de Conservatieve Revolutie in Vlaanderen, en dan vooral van de zogenoemde jong-conservatieve stroming. Hij was een vertrouweling van Staf de Clercq en fungeerde als raadgever achter de schermen van het Vlaams Nationaal Verbond, onder meer bij Jeroom Leuridan en Reimond Tollenaere. Hij publiceerde in vele tijdschriften zoals in Onze Jeugd.  Hij was uitgever van Jong Dietschland waarin de Groot-Nederlandse gedachte werd gepropageerd.